# Иголкин, Владимир Назарович
Владимир Назарович Иголкин (16 марта 1912 — ?) — советский военачальник, полковник, участник Великой Отечественной войны.

## Биография
Владимир Назарович Иголкин родился 3 (по новому стилю — 16) марта 1912 года в селе Петровка Екатеринославской губернии. 
В августе 1927 года добровольцем поступил на службу в Рабоче-Крестьянскую Красную Армию. В 1930 году окончил Украинскую военно-подготовительную школу имени М. В. Фрунзе в Полтаве, в 1932 году — электротехническое отделение Московской военно-инженерной школы имени Коминтерна, в 1936 году — курсы усовершенствования командного состава прожектористов при Военно-электротехнической школе в Ленинграде. Служил на командных должностях в различных войсковых частях. С декабря 1940 года исполнял обязанности начальника штаба 3-го прожекторного полка ПВО. В этой должности встретил начало Великой Отечественной войны.
3 августа 1941 года Иголкин назначен командиром 45-го прожекторного полка 1-го корпуса ПВО Москвы. Участвовал в битве за Москву, обеспечивая противовоздушную оборону столицы и важного промышленного центра страны — города Горького. 
В июле 1944 года назначен командиром 3-й зенитно-прожекторной дивизии Особой Московской армии ПВО.
После окончания войны продолжал службу в Советской Армии. Был начальником прожекторной службы в крупных соединениях противовоздушной обороны в Закавказье. В декабре 1955 года назначен начальником курса Военной артиллерийской радиотехнической академии имени А. А. Говорова. 
В январе 1958 года в звании полковника был уволен в запас. Жил в Харькове.

## Награды
- Орден Ленина (30 декабря 1956 года);
- Орден Красного Знамени (15 ноября 1950 года);
- Орден Красной Звезды (3 ноября 1944 года);
- Медаль «За оборону Москвы» и другие медали.